# Suku Bener
Suku Bener is een bestuurslaag in het regentschap Bener Meriah van de provincie Atjeh, Indonesië. Suku Bener telt 222 inwoners (volkstelling 2010).